# Francisco Javier García Sanz
Francisco Javier García Sanz (Madrid, 6 de mayo de 1957) es un directivo español ligado al mundo de la automoción. Es miembro de los consejos de administración del Grupo Volkswagen (VAG) y de la marca Volkswagen, en ambos casos en calidad de responsable del área de Compras. Ocupa el cargo de presidente del Grupo Volkswagen en Latinoamérica.
También es presidente del consejo de administración de SEAT S.A., y tiene asiento, entre otros, en los de Audi AG, FAW-Volkswagen, Shanghai Volkswagen y SCANIA AB, así como en el consejo de vigilancia de Porsche AG.
Es miembro y expresidente de la ANFAC, patronal de la automoción española, y el responsable de la comisión de materias primas del Verband der Automobilindustrie, su equivalente alemana.
Además, es desde 2009  el máximo dirigente del VfL Wolfsburgo, club de fútbol de la Bundesliga alemana.

## Trayectoria

### Primeros años
Francisco Javier García Sanz nació en Madrid el 6 de mayo de 1957. Al término de su educación secundaria en 1974, García Sanz entró como aprendiz en el grupo Rewe en Mainz-Hechtsheim (Alemania), donde recibió entre 1974 y 1976 formación en Comercio Exterior. Posteriormente estudió Ciencias Empresariales en la Betriebswirtschaftsakademie de Wiesbaden.

### General Motors
En 1979 comenzó su carrera laboral en la Adam Opel AG en Rüsselsheim, y en 1980 trabajó como coordinador de compras de General Motors España en Zaragoza. En 1983 volvió a Rüsselsheim como jefe de grupo en el departamento de compras de Opel. Entre 1986 y 1992 ocupó diversas posiciones de responsabilidad dentro de Opel y GM, incluyendo una estancia de dos años como director de suministros y exportaciones de GM Turquía en Izmir. Entre 1992 y marzo de 1993 fue director ejecutivo de compras internacionales de GM en Detroit (EE. UU.)

### Grupo Volkswagen
En el año 1993 abandona GM junto a José Ignacio López de Arriortúa y pasa a convertirse en responsable consorcial de compras de componentes eléctricos y electrónicos del Grupo Volkswagen en Wolfsburgo. Dentro del consorcio germano fue ascendiendo hasta conseguir en 1996 un asiento en el consejo de administración de la marca Volkswagen, y el 1 de julio de 2001 en el del consorcio, en ambos casos como representante de Compras
Desde junio de 2007 es presidente del consejo directivo de SEAT, al cual ya había pertenecido entre el 8 de septiembre de 1995 y el 31 de diciembre de 1996. Paralelamente, ocupa diversos puestos en la dirección de otras marcas subsidiarias del grupo VAG, tales como Audi, Porsche o Scania.
Según datos de Europa Press, en 2010 recibió por su trabajo en VAG una remuneración de 4,6 millones de euros.

### Otros
García Sanz está casado y tiene dos hijas.
El 19 de noviembre de 2008 fue nombrado doctor honoris causa por la Universidad de Stuttgart.
Entre junio de 2009 y julio de 2012 fue presidente de la ANFAC, Asociación de Fabricantes de Automóviles y Camiones de España, de cuya junta directiva sigue siendo en la actualidad miembro. También ocupa un puesto de relevancia en la patronal de fabricantes de automoción alemana, la Verband der Automobilindustrie.
Desde el 1 de julio de 2004 es miembro del consejo directivo del VfL Wolfsburgo, y desde el 1 de junio de 2009 hasta el 30 de junio de 2018 fue también su presidente. Desde 2025 forma parte de la junta directiva del Real Madrid Club de Fútbol.
Según una nota de Bloomberg, en abril de 2013 estaba siendo investigado por la fiscalía alemana como presunto autor de un delito de corrupción, al acusársele junto a otros miembros de la junta directiva de VAG de conceder a T-Systems un contrato como proveedor de servicios de telecomunicación del consorcio a cambio de que dicha firma patrocinase al VfL Wolfsburgo.